# Falköpings KIK
Falköpings KIK är en fotbollsklubb från Falköping som är bildad 1976. Det är en renodlad damklubb. A-laget spelade i Damallsvenskan 2007, där man dock föll ur serien.

## Spelare
- Spelare i Falköpings KIK
- Trupp i Damallsvenskan 2007

### Fotnoter
1. ↑  ”Sweden (Women) 2007” (på engelska). RSSSF. 23 april 2007. http://www.rsssf.com/tablesz/zwed-wom07.html. Läst 23 december 2014.